# Slottet Salem
Slottet Salem ligger i södra Baden-Württemberg. 
Byggnaden anlades som ett kloster av munkar ur cistercienserorden år 1137. Under napoleontidens sekularisation övergick anläggningen 1804 till markgreven av Baden och blev släktens privata herresäte. Från 1920 tjänade det som säte för internatskolan Schule Schloss Salem grundad av Kurt Hahn. 
Våren 2009 såldes större delen av anläggningen till förbundslandet Baden-Württemberg. I juni 2010 delades det internationella litteraturpriset Petrarca-Preis ut här för första gången, efter ett femtonårigt uppehåll i verksamheten.   
Namnet på slottet sägs också inspirerat Stephen King till hans bok Salems lot.